# Diffusione troposferica

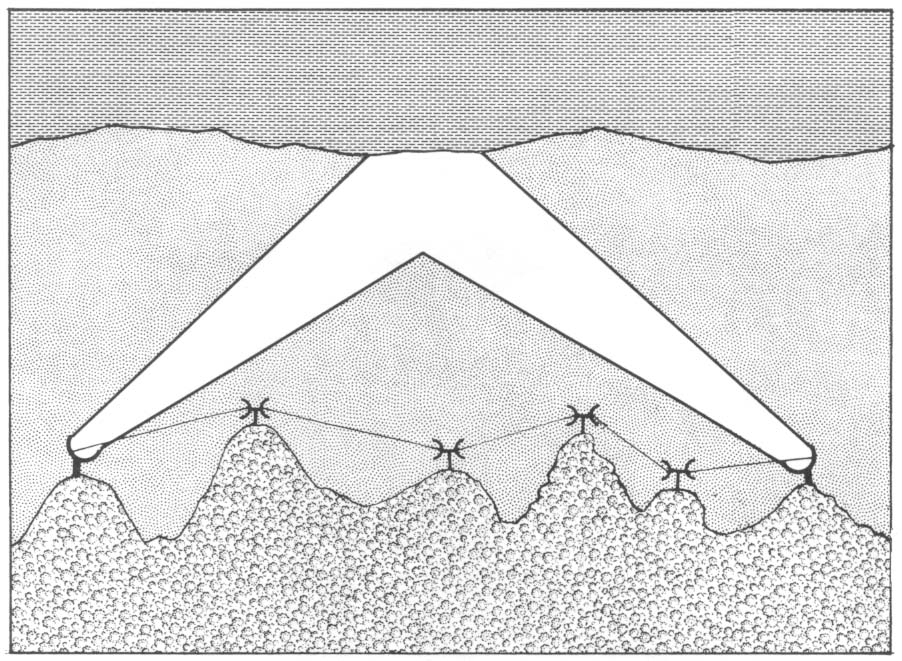
Un sistema di diffusione troposferica può colmare grandi distanze, mentre un sistema di trasmissione a microonde (sotto) richiede più stazioni di ricezione e trasmissione a causa della restrizione collegata alla linea di vista.

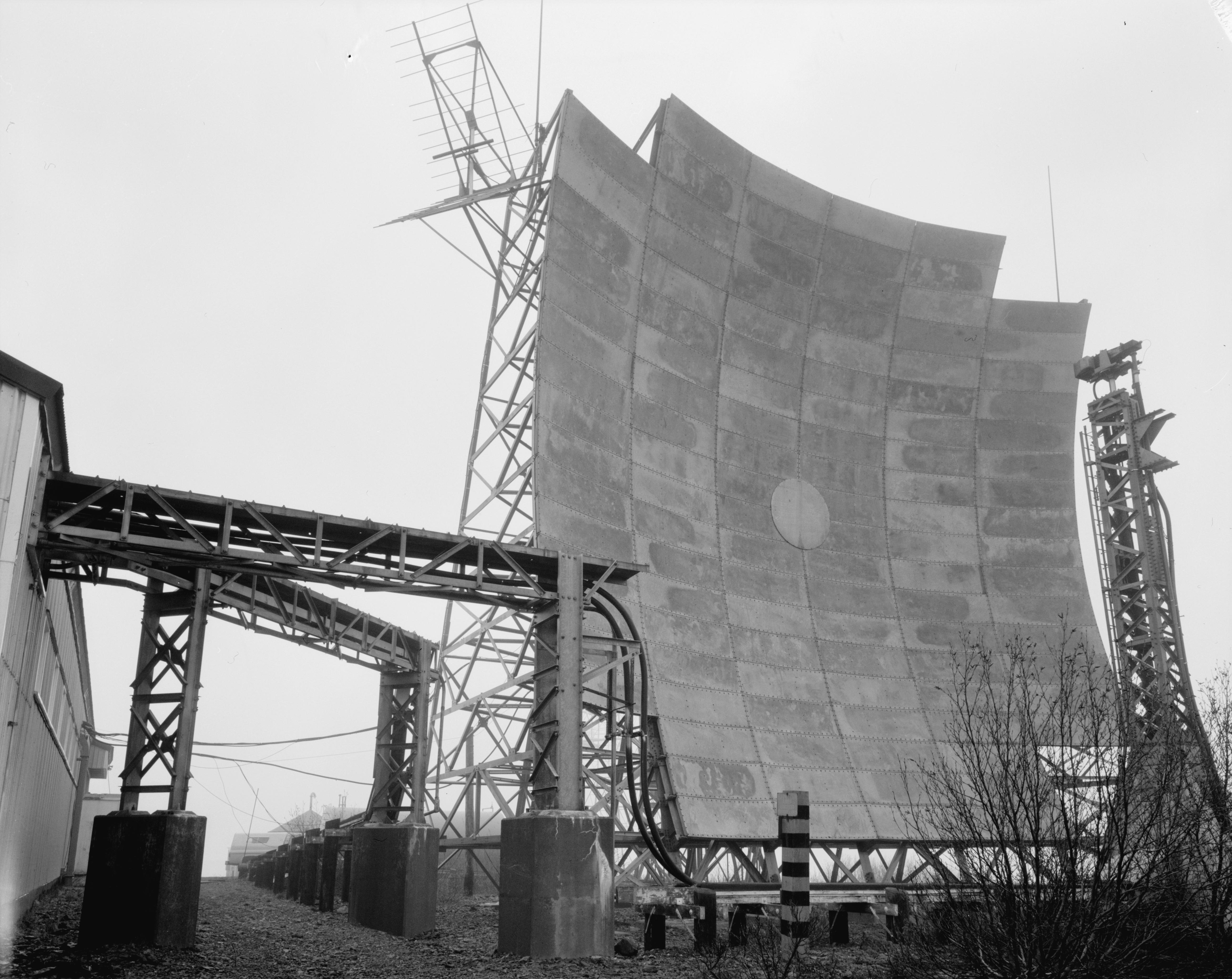
Boswell Bay, Alaska White Alice Site, antenna a diffusione troposferica e alimentatore.

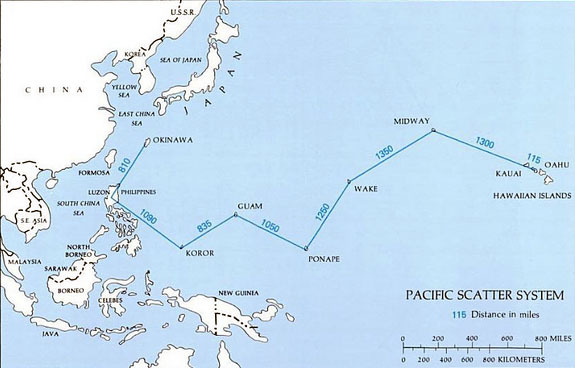
Il sistema di diffusione nel Pacifico

La diffusione troposferica, nota anche come troposcatter, è un metodo di comunicazione con segnali radio a microonde su distanze considerevoli, spesso fino a 300 km e oltre a seconda del terreno e dei fattori climatici. Questo metodo di propagazione utilizza il fenomeno della dispersione troposferica, dove le onde radio in UHF e SHF vengono sparse casualmente quando passano attraverso gli strati superiori della troposfera. I segnali radio vengono trasmessi in un fascio stretto puntato appena sopra l'orizzonte in direzione della stazione ricevente e quando i segnali passano attraverso la troposfera, parte dell'energia viene dispersa verso terra, consentendo alla stazione ricevente di captare il segnale.
Normalmente, i segnali nella gamma di frequenze delle microonde viaggiano in linea retta, e quindi sono limitati a installazioni in linea di vista, in cui il ricevitore può essere "visto" dal trasmettitore. Le distanze di comunicazione sono limitate dall'orizzonte visivo a circa 48–64 km. Il metodo troposcatter consente la comunicazione a microonde oltre l'orizzonte. È stato sviluppato negli anni cinquanta e utilizzato per le comunicazioni militari fino agli anni settanta, quando è stato sostituito dalle telecomunicazioni satellitari.
Poiché la troposfera è turbolenta e ha un'elevata percentuale di umidità, i segnali radio di dispersione troposferica vengono rifratti e di conseguenza solo una piccola parte dell'energia radio trasmessa viene raccolta dalle antenne riceventi. Le frequenze di trasmissione intorno ai 2 GHz sono più adatte per i sistemi di diffusione troposferica poiché a questa lunghezza d'onda il segnale interagisce bene con le aree umide e turbolente della troposfera, migliorando così il rapporto segnale/rumore.

## Descrizione

### Scoperta
Già prima della seconda guerra mondiale, le conoscenze teoriche della fisica delle onde radio indicavano una relazione tra frequenza e diffrazione che suggeriva che i segnali radio avrebbero seguito la curvatura della Terra, ma che l'intensità dell'effetto sarebbe diminuita rapidamente e soprattutto alle frequenze più elevate. Tuttavia, durante la guerra, ci furono numerosi casi in cui i segnali radar ad alta frequenza furono in grado di rilevare bersagli a distanze ben oltre i calcoli teorici. Nonostante questi ripetuti casi di portata anomala, la questione non fu mai seriamente studiata.
Nell'immediato dopoguerra, la limitazione sulle emittenti televisive fu revocata negli Stati Uniti e questo permise la vendita di milioni di apparecchi televisivi. Ciò ha portato a un'espansione altrettanto rapida di nuove stazioni televisive. Sulla base degli stessi calcoli utilizzati durante la guerra, la Federal Communications Commission (FCC) regolamentò l'allocazione delle frequenze per i nuovi canali VHF e UHF in modo da evitare interferenze tra le stazioni. Con sorpresa di tutti, l'interferenza era comune, anche tra stazioni ampiamente separate. Di conseguenza, le licenze per nuove stazioni furono sospese in quello che è noto come il "congelamento della televisione" del 1948.
I laboratori Bell sono stati tra le molte organizzazioni che hanno iniziato a studiare questo effetto concludendo che si trattava di un tipo di riflesso della tropopausa precedentemente sconosciuto. Questo era limitato alle frequenze più alte, nelle bande UHF e microonde, motivo per cui non era stato visto prima della guerra quando queste frequenze erano al di là della capacità dell'elettronica allora esistente. Sebbene la stragrande maggioranza del segnale passasse attraverso la troposfera e si perdesse nello spazio, la piccola quantità che veniva riflessa era utilizzabile se combinata con potenti trasmettitori e ricevitori molto sensibili. Nel 1952, la Bell iniziò gli esperimenti con i Lincoln Labs, il laboratorio di ricerca radar affiliato al MIT. Utilizzando i potenti trasmettitori a microonde del Lincoln e i ricevitori sensibili della Bell, furono costruiti diversi sistemi sperimentali per testare una varietà di frequenze e di effetti meteorologici. Quando la Bell Canada sentì parlare del sistema, ritenne che potesse essere utile per una nuova rete di comunicazioni nel Labrador e portò lì uno dei sistemi per i test a basse temperature.
Nel 1954 i risultati di entrambe le serie di test furono completi e iniziò la costruzione del primo sistema troposcatter, il sistema Pole Vault che collegava i sistema radar della Pinetree Line lungo la costa del Labrador. L'uso del troposcatter ridusse il numero di stazioni da 50 ripetitori a microonde sparsi in aree desertiche a soli 10, tutti situati nelle stazioni radar. Nonostante i costi unitari più elevati, la costruzione della nuova rete costava la metà rispetto a un sistema a ritrasmissione. Pole Vault è stato rapidamente seguito da sistemi simili come White Alice, sistemi a relè sulla Mid-Canada Line e sulla DEW Line e, negli anni sessanta, attraverso l'Oceano Atlantico e l'Europa come parte del sistema ACE High della NATO.

### Utilizzo

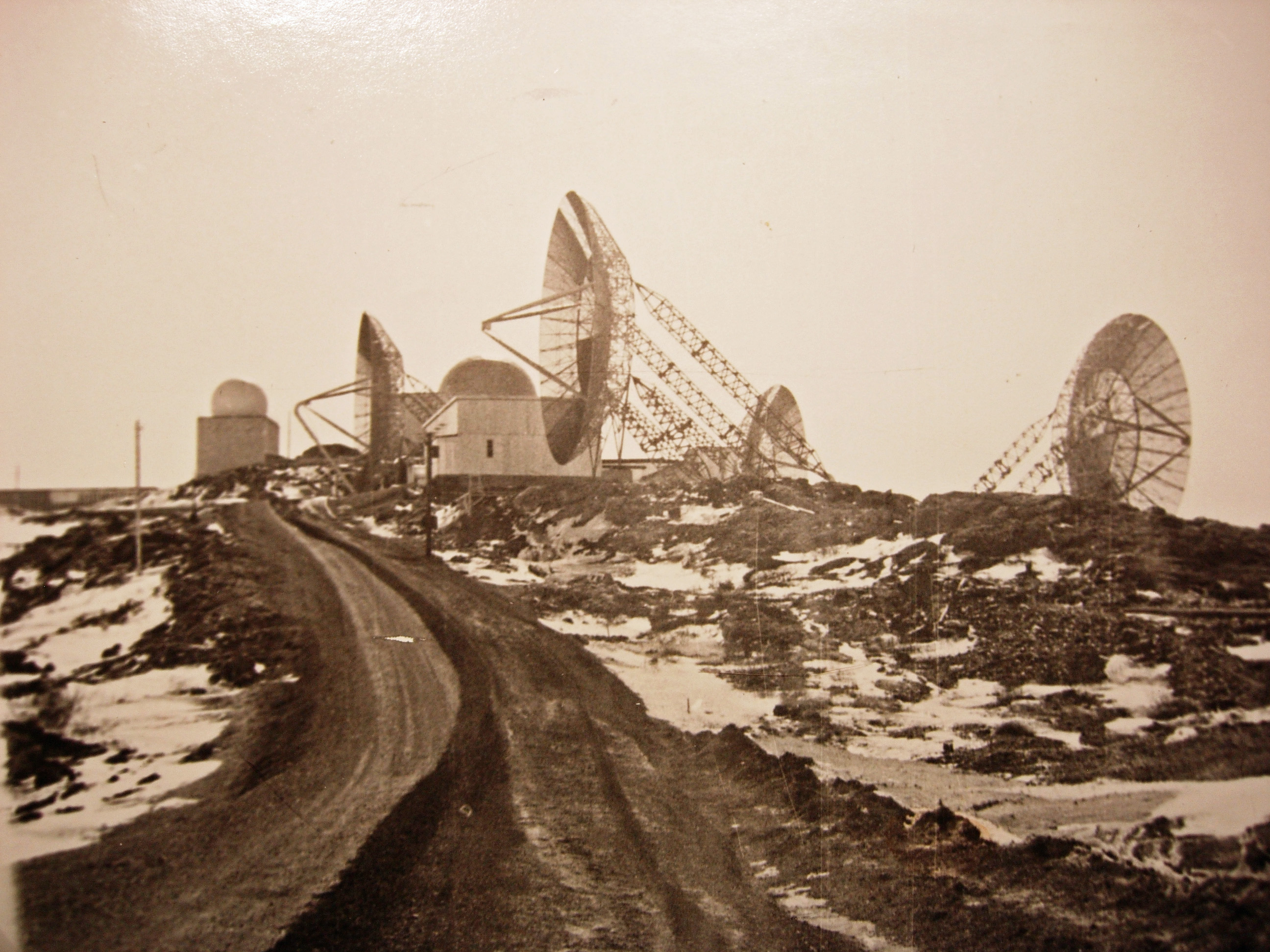
Pole Vault utilizzava antenne paraboliche circolari, i sistemi successivi generalmente utilizzavano versioni squadrate a volte note come "cartelloni pubblicitari".

Le perdite di propagazione sono molto elevate; solo circa un bilionesimo (10×10−12) della potenza di trasmissione è disponibile al ricevitore. Ciò richiede l'uso di antenne con un guadagno d'antenna estremamente grande. Il sistema originale Pole Vault utilizzava grandi antenne costituite da riflettori parabolici piatti, ma vennero presto sostituiti da antenne a schiera riflettente che erano alquanto più robusti, un fattore importante poiché tali sistemi erano spesso installati in territori dalle caratteristiche climatiche estreme. Le installazioni furono posizionate a distanze superiori ai 1000 km e richiedevano antenne alte da 9 fino a 36 metri, con amplificatori da 1 kW a 50 kW. Si trattava di sistemi analogici in grado di trasmettere pochi canali vocali.
I sistemi di troposcatter si sono evoluti nel corso degli anni. Con i sistemi di telecomunicazione satellitare usati per collegamenti a lunga distanza, gli attuali sistemi a troposcatter sono impiegati su distanze più brevi rispetto ai sistemi precedenti, utilizzano antenne e amplificatori più piccoli e con capacità di larghezza di banda molto più elevate. Le distanze tipiche sono comprese dai 50 fino a 250 km, sebbene sia possibile raggiungere distanze maggiori a seconda del clima, del terreno e della velocità di trasmissione dati richiesta. Le dimensioni tipiche dell'antenna vanno da 1,2 fino a 12 metri, mentre le dimensioni tipiche dell'amplificatore vanno da 10 W a 2 kW. Con le tecnologie odierne la velocità di trasmissione può andare oltre i 20 Mbit/s.
La diffusione troposferica è un metodo di propagazione del segnale abbastanza sicuro poiché l'allineamento della parabola è un elemento critico; questo rende estremamente difficile l'intercettazione dei segnali, specialmente se trasmessi in mare aperto, rendendo la tecnologia molto attraente per usi militari. I sistemi tropo militari tendevano ad essere "a linea sottile", così chiamati perché solo un canale di "informazioni" a larghezza di banda stretta veniva trasportato sul sistema; in generale sono possibili fino a 32 canali analogici (con frequenza di 4 kHz). I moderni sistemi militari sono a banda larga poiché gestiscono canali di dati digitali da 4 e 16 Mbit/s.
I sistemi troposcatter civili, come la rete di comunicazione per piattaforme petrolifere del Mare del Nord della British Telecom, richiedevano canali di "informazione" di capacità maggiore rispetto a quelli disponibili utilizzando le frequenza dai 3 ai 30 MHz. Questi sistemi, con sede a Scousburgh nelle Isole Shetland, Mormond Hill nell'Aberdeenshire e Row Brow vicino a Scarborough, erano in grado di trasmettere e ricevere a 4 kHz 156 canali analogici di dati e telefonia da e per le piattaforme di produzione di petrolio del Mare del Nord, utilizzando la multiplazione a divisione di frequenza (FDMX) per combinare i canali.
A causa della natura della turbolenza nella troposfera, sono stati utilizzati percorsi di propagazione di diversità quadrupla per garantire un'affidabilità del servizio del 99,98%, pari a circa 3 minuti di interruzione della propagazione al mese. Lo spazio quadruplo e i sistemi di diversità di polarizzazione avevano bisogno di due antenne paraboliche separate (distanziate di diversi metri l'una dall'altra) e due trombe di alimentazione diversamente polarizzate: una che utilizzava la polarizzazione verticale, l'altra che utilizzava la polarizzazione orizzontale. Ciò garantiva che almeno un percorso del segnale fosse aperto in qualsiasi momento. I segnali dei quattro diversi percorsi sono ricombinati nel ricevitore dove un correttore di fase rimuove le differenze di fase di ciascun segnale. Le differenze di fase sono causate dalle diverse lunghezze del percorso di ciascun segnale dal trasmettitore al ricevitore. Una volta corretta la fase, i quattro segnali possono essere combinati in modo additivo.

## Reti di comunicazione a dispersione troposferica

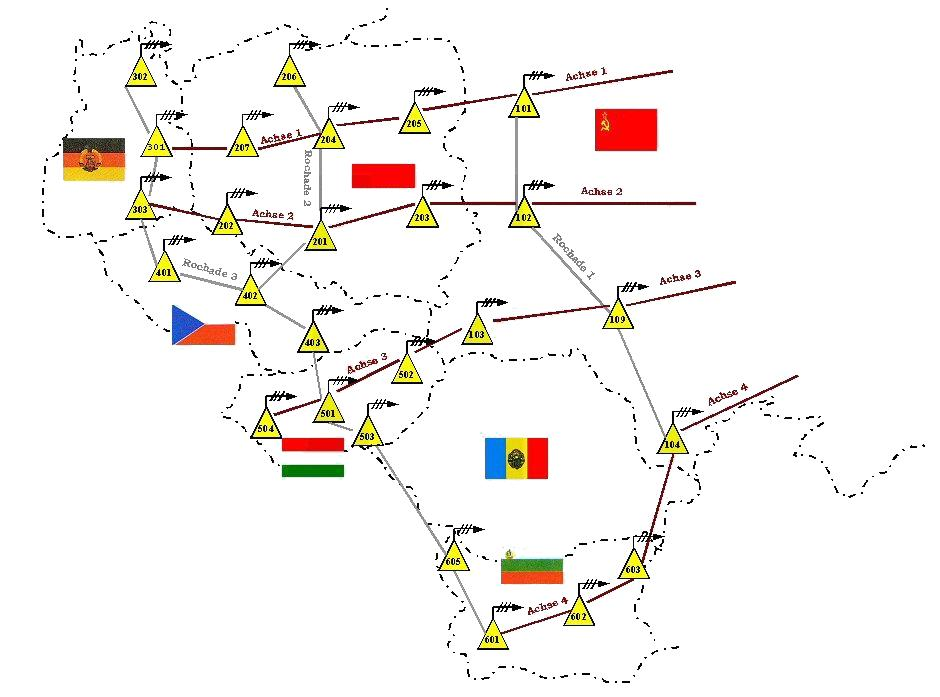
Mappa di rete tropo-scatter BARS

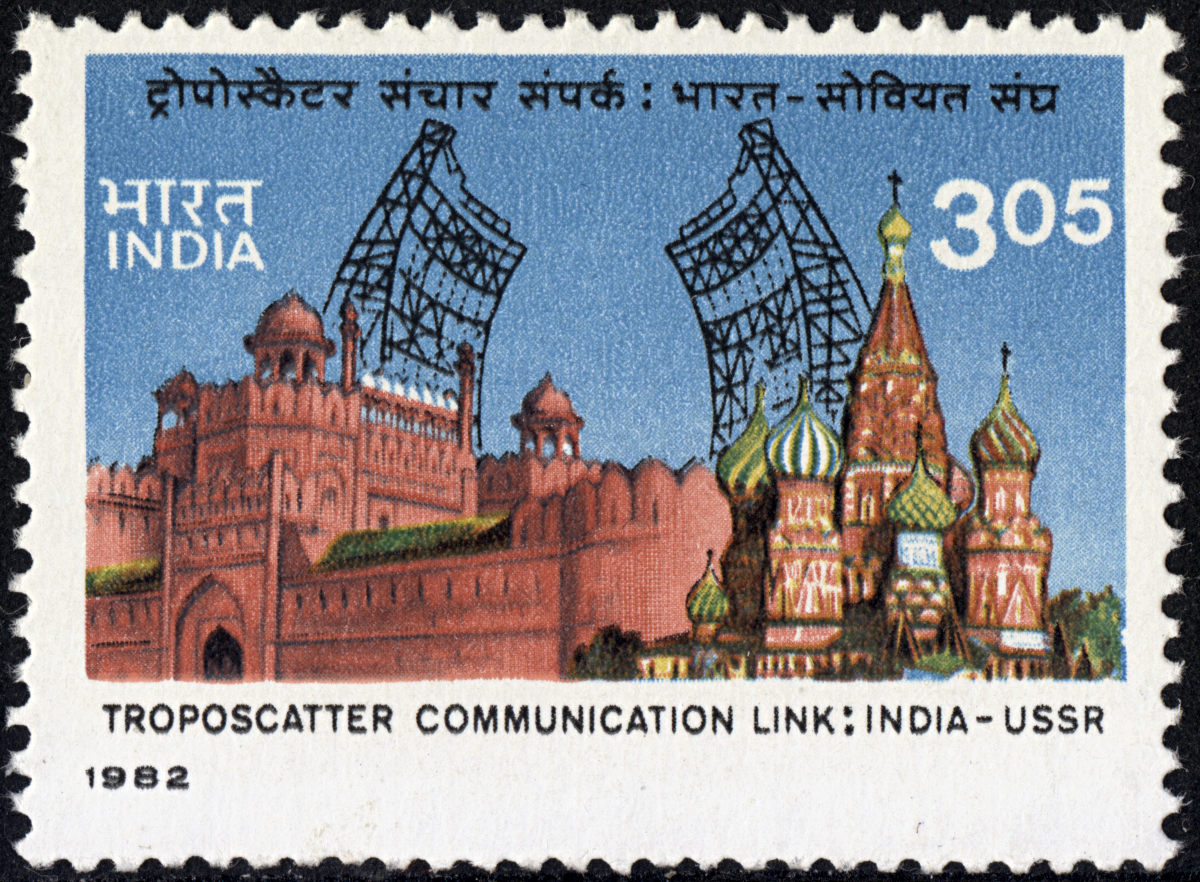
Collegamento troposcatter UHF India-URSS su un francobollo indiano del 1982

Il fenomeno della dispersione troposferica è stato utilizzato per costruire collegamenti di comunicazione sia civili che militari in diverse parti del mondo, tra cui:
Allied Command Europe Highband (ACE High),  NATO
Radiocomunicazione militare della NATO e sistema di allarme rapido in tutta Europa dal confine norvegese-sovietico al confine turco-sovietico.
Rete Numerica Interforze (RNI),  Italia
Radiocomunicazione militare italiana derivato dal sistema analogico prodotto dalla Marconi England, tra Monte Serpeddì e Monte Gradara, nell'ultima versione aveva una capacità di 8Mbits/s con una potenza trasmissiva di 2KW, questo sistema è stato dismesso alla fine del XX secolo.
Britsh Telecom,  Regno Unito
Regno Unito - dalle Shetland a Mormond Hill
Fernmeldeturm Berlino,  Germania Ovest
Torfhaus-Berlino, Clenze-Berlino ai tempi della Guerra Fredda
Portugal Telecom,  Portogallo
Serra de Nogueira (nord-est del Portogallo) ad Artzamendi (sud-ovest della Francia)
CNCP Telecommunications,  Canada
Tsiigehtchic a Galena Hill, Keno City
Hay River - Port Radium - Lady Franklin Point
 Cuba -  Stati Uniti
Da Guanabo a Florida City
Project Offices - AT&T Corporation,  Stati Uniti
Project Offices è il nome talvolta usato per riferirsi a diverse strutture strutturalmente affidabili mantenute dalla AT&T Corporation negli stati del Stati del Medio Atlantico dalla metà del 20 secolo per ospitare un progetto aziendale non pubblico in corso. AT&T ha iniziato a costruire uffici di progetto negli anni 1960s. Dall'inizio del programma Project Offices, l'azienda ha scelto di non rivelare l'esatta natura delle attività svolte presso gli uffici di progetto.
Texas Towers - Radar per la difesa aerea,  United States Air Force
Le Texas Towers erano un insieme di tre strutture radar al largo della costa orientale degli Stati Uniti che furono utilizzate per la sorveglianza dall'Aeronautica degli Stati Uniti durante la Guerra fredda. Modellate sulle piattaforme di trivellazione petrolifera offshore impiegate per la prima volta al largo della costa del Texas, furono in funzione dal 1958 al 1963.
Mid-Canada Line,  Canada
Serie di cinque stazioni (070, 060, 050, 415, 410) in Ontario e Quebec intorno alla baia di Hudson inferiore.
Pinetree Line, Pole Vault,  Canada
Serie di quattordici stazioni che forniscono comunicazioni per le stazioni radar della costa orientale della linea USA/Canadian Pinetree, che vanno dalla N-31 Baia di Frobisher, Isola di Baffin a Saint John's, Terranova e Labrador.
White Alice / DEW Line / DEW Training (era della Guerra fredda),  Stati Uniti  Canada
Ex rete di comunicazioni militari e civili con ottanta stazioni che si estendono lungo la costa occidentale da Port Hardy, Isola di Vancouver a nord di Barter Island (BAR), a ovest di Shemya, Alaska nelle Isole Aleutine (a poche centinaia di miglia dalla Unione Sovietica) e ad est attraverso il Canada artico fino alla Groenlandia. Non tutte le stazioni erano troposcatter. Comprendeva anche una struttura di addestramento per la rete tropo-scatter della linea White Alice/DEW situata tra Pecatonica e Streator nell'Illinois.
DEW Line (era post Guerra fredda),  Stati Uniti  Canada
Diverse reti tropo-scatter che forniscono comunicazioni per l'ampia catena di radar per la difesa aerea nell'estremo nord del Canada e negli Stati Uniti.
Sistema radio del Nord Atlantico (NARS),  NATO
Rete di difesa aerea della NATO che si estende dalla base RAF Fylingdales nel Regno Unito tramite Mormond Hill, Sornfelli ( Isole Faroe ), Höfn (Islanda) fino alla base "Rockville" sempre in Islanda.
European Tropospheric Scatter - Army (ET-A),  Esercito degli Stati Uniti
Rete dell'esercito americano dalla base RAF Fylingdales a una rete in Germania e una singola stazione in Francia (Maison Fort). La rete è stata attivata nel 1966.

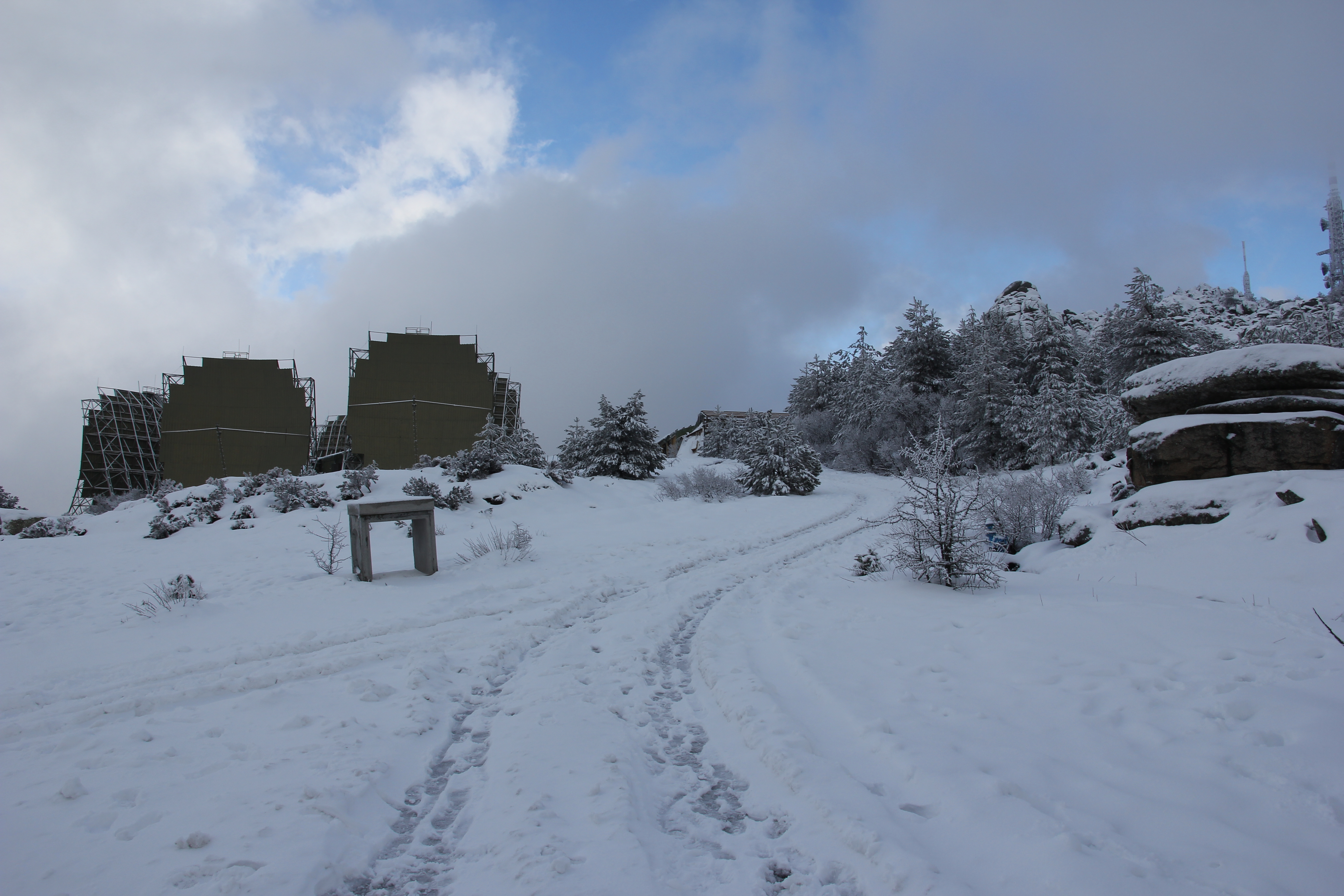
Stazione MEDCOM 4C di monte Limbara presso Tempio Pausania

Sistema di comunicazione mediterraneo 486L (MEDCOM),  United States Air Force
È stata una rete che copriva la costa europea del Mar Mediterraneo dall'Aeroporto di Siviglia, in Spagna a ovest, fino alla base aerea di Incirlik, in Turchia, a est, con sede a Ringstead nel Dorset, in Inghilterra. Venne commissionato dalla US Air Force nel 1966.
Regia Aeronautica Militare,  Regno Unito
Comunicazioni con le forze armate britanniche in Germania, da Swingate nel Kent a Lammersdorf in Germania.
BARS, paesi del Patto di Varsavia
È stata una rete dei paesi del Patto di Varsavia che si estendeva da vicino Rostock nella Repubblica Democratica Tedesca, Cecoslovacchia, Ungheria, Polonia, RSS Bielorussia, RSS Ucraina, Romania e Bulgaria.
TRRL SEVERA,  Unione Sovietica
Rete che si estendeva in tutta l'Unione Sovietica.
 India -  Unione Sovietica
Singola sezione da Srinigar, Kashmir (India) a Dangara, Tagikistan (URSS).
Aeronautica indiana,  India
Parte di una rete di difesa aerea che copre le principali basi aeree, installazioni radar e siti missilistici nell'India settentrionale e centrale. La rete è in fase di eliminazione per essere sostituita con più moderni sistemi di comunicazione basati su fibra ottica.
Peace Ruby, Spellout, Peace Net,  Iran
Rete di difesa aerea istituita dagli Stati Uniti prima della rivoluzione islamica iraniana del 1979. Spellout ha costruito una rete radar e di comunicazione nel nord dell'Iran.
 Bahrein -  Emirati Arabi Uniti
Sistema tropo-scatter che collega Manama, Bahrein, a Dubai, Emirati Arabi Uniti.
Aeronautica militare dell'Oman,  Oman
Sistema di comunicazione tropo-scatter che fornisce comunicazioni militari all'ex SOAF - Sultan of Oman's Air Force, (ora RAFO - Royal Air Force of Oman), attraverso il Sultanato dell'Oman.
Aeronautica militare saudita,  Arabia Saudita
Rete di tropo-scatter della Royal Saudi Air Force che collega le principali basi aeree e i centri abitati in Arabia Saudita.
 Yemen
Un unico sistema che collega Sana'a con Sa'da.
BACK PORCH e IWCS,  Stati Uniti
Due reti gestite dagli Stati Uniti che collegano le basi militari in Thailandia e Vietnam del Sud.
Phil-Tai-Oki,  Taiwan
Sistema che collega Taiwan con le Filippine e Okinawa.
Rete caraibica della Cable & Wireless
Un collegamento troposcatter è stato stabilito da Cable & Wireless nel 1960, collegando Barbados con Port of Spain, Trinidad. La rete è stata estesa più a sud fino a Georgetown, Guyana nel 1965.
Japanese Troposcatter Networks,  Giappone
Due reti che collegano le isole giapponesi da nord a sud.